# کیش‌بودمر
کیش‌بودمر (به مجاری:  Kisbudmér) یک منطقهٔ مسکونی در مجارستان است که در ناحیه بوی واقع شده‌است.